# Hannah Yelland
Hannah Yelland, all'anagrafe Hannah Elizabeth Roberts (Londra, 1976) è un'attrice britannica.
Figlia dell'attore David Yelland, dopo gli studi al St Catharine's College di Cambridge ha lavorato a lungo a teatro, recitando, tra gli altri, ne Il racconto d'inverno di William Shakespeare e nel revival di The Life and Adventures of Nicholas Nickleby. Nel 2010 ha fatto il suo debutto a Broadway nella commedia di Noël Coward Breve incontro, per cui è stata candidata al Tony Award alla miglior attrice protagonista in un'opera teatrale.
Dal 2010 è sposata con l'ufficiale della marina statunitense Michael Bahar.

## Filmografia parziale
- Jack Frost - serie TV, 1 episodio (1999)
- Metropolitan Police - serie TV, 1 episodio (1999)
- Poirot (Agatha Christie's Poirot) - serie TV, episodio 7x02 (2000)
- Dinotopia - miniserie TV, 3 episodi (2002)
- Heartbeat - serie TV, 1 episodio (2002)
- Holby City - serie TV, 1 episodio (2003)
- Doctors - serie TV, 2 episodi (2004-2008)
- Ultimate Force - serie TV, 3 episodi (2005)
- Dalziel and Pascoe - serie TV, 2 episodi (2006)